# Dušan Abrahám
Dušan Abrahám (* 7. února 1943) je slovenský fotbalový trenér.

## Fotbalová kariéra
Hrál za ŠK Aqua Turčianske Teplice, Starou Turou a Trenčín.

## Trenérská kariéra
Trénoval Devín, Inter Bratislava jako asistent Michala Vičana, ZŤS Petržalka, DAC Dunajská Streda jako asistent Karola Peczeho, Hurbanovo, Malacky, Doprastav Bratislava, v Libyi Africa Club Derna, v Súdánu Chartúm Club Merich, Matador Bratislava, ŠK SFM Senec, Lamač, Gabčíkovo, jako asistent Juraje Szikory DAC Dunajská Streda a jako asistent Lubomíra Luhového v FC Petržalka 1898.